# 이르민 슈미트
이르민 슈미트(Irmin Schmidt, 1937년 5월 29일 ~ )는 독일의 음악가이다. 캔 (밴드)의 결성 멤버로 유명하다.

## 생애
베를린에서 태어나 독일 서부에서 자랐다. 도르트문트, 에센, 잘츠부르크, 쾰른 등지에서 음악을 공부했다. 칼하인츠 슈톡하우젠의 수업을 듣기도 했다. 보훔 교향악단, 비엔나 교향악단 등을 지휘하며 음악일을 시작하였다.
1968년 실험적인 록그룹 캔(Can)을 결성했다. 40편 이상의 영화 또는 텔레비전 시리즈의 음악을 작곡하기도 했다.

## 솔로 작품
En solo :
- Filmmusik (1980)
- Filmmusik, Vol. 2 (1981)
- Toy Planet (1981)
- Filmmusik, Vols. 3 & 4 (1983)
- Rote Erde (1983)
- Musk At Dusk (1987)
- Filmmusik Vol. 5 (1989)
- Impossible Holidays (1991)
- Le Weekend (1991)
- Soundtracks 1978-1993 (1994)
- Gormenghast (2000)
- Masters of Confusion (2001)
- Flies, Guys and Choirs (2008)
- Axolotl Eyes (2008)
- Palermo Shooting (2008)